# Himeroessa pretiosa
Himeroessa pretiosa är en tvåvingeart som beskrevs av Friedrich Hermann Loew 1873. Himeroessa pretiosa ingår i släktet Himeroessa och familjen bredmunsflugor.
Artens utbredningsområde är Kuba. Inga underarter finns listade i Catalogue of Life.